# Isadora Williams
Isadora Marie Williams (Georgia, Estados Unidos; 8 de febrero de 1996) es una patinadora artística sobre hielo brasileña. Campeona del Trofeo Sofía de 2017, medallista de plata de la Copa MNNT 2019 y medallista de plata de la Copa Abierto Volvo 2018. Representó a Brasil en los Juegos Olímpicos de invierno en Sochi 2014 y Pieonchang 2018.

## Carrera
Nació en Marietta, Georgia, en Estados Unidos. Fue criada en Washington y su madre es de origen brasileño. Estudia en la Universidad Estatal de Montclair, en Nueva Jersey. Comenzó a patinar a los cinco años de edad. Su debut en el Golden Sprin de Zagreb le dio una medalla de bronce en 2012. En el Campeonato Mundial Júnior de 2010 fue su debut internacional en nivel júnior y se ubicó en el puesto 41 del programa corto sin pasar a la final, en la edición de 2012 del mundial júnior se ubicó en el lugar 16 general con 123.93 puntos. Compitió en el Trofeo Nebelhorn de 2013, con un octavo lugar en el programa corto y 14 en libre, finalizó con el lugar 12 general. Con su desempeño logró un lugar para asistir a los Juegos Olímpicos de invierno de Sochi 2014, donde se ubicó en el lugar 30 general y se convirtió la primera patinadora brasileña en asistir a una justa olímpica. En 2017 se ubicó en el quinto puesto general del Trofeo Nebelhorn, de nuevo calificó a los Juegos Olímpicos de Pieonchang 2018. Ganó la medalla de plata del Abierto Volvo de 2017, celebrado en Riga, Letonia. En su segunda participación olímpica se ubicó en el lugar 17 del programa corto y 24 en el libre, con el lugar 24 general. Ocupó el lugar 27 general del Campeonato de los Cuatro Continentes de 2019 y el lugar 24 con 143.22 puntos en el Campeonato Mundial de Patinaje de 2019.

### Programas
| Temporada | Programa corto                                        | Programa libre                                                                     |
| --------- | ----------------------------------------------------- | ---------------------------------------------------------------------------------- |
| 2018-2019 | - Take Five por Dave Brubeck                          | - Malagueña por Ernesto Lecuona - Rocío de todos los campos por Natalia Lafourcade |
| 2017–2018 | - Hallelujah interpretado por K. D. Lang              | - Nyah (de Misión Imposible 2 (banda sonora) de Hans Zimmer                        |
| 2016–2017 | - Black Magic Woman por Santana                       | - Nyah (de Misión Imposible 2 (banda sonora) de Hans Zimmer                        |
| 2015–2016 | - At Last por Etta James                              | - Brazilian medley por Jorge Ben Jor                                               |
| 2014–2015 | - Stairway to Heaven                                  | - Brazilian medley por Jorge Ben Jor                                               |
| 2013–2014 | - Dark Eyes interpretado por Devotchka                | - Memorias de una geisha de John Williams                                          |
| 2012–2013 | - Maria and the Violin's String por Ashram            | - Memorias de una geisha de John Williams                                          |
| 2011–2012 | - Tango de los Exilados de Walter Taieb y Vanessa-Mae | - Sheherazade de Nikolái Rimski-Kórsakov                                           |
| 2009–2011 | - Bolero de Maurice Ravel                             | - Sheherazade de Nikolái Rimski-Kórsakov                                           |

### Resultados en competiciones
| Internacional               | Internacional | Internacional | Internacional | Internacional | Internacional | Internacional | Internacional | Internacional | Internacional | Internacional |
| Evento                      | 2009–2010     | 2010–2011     | 2011–2012     | 2012–2013     | 2013–2014     | 2014–2015     | 2015–2016     | 2016–2017     | 2017–2018     | 2018–2019     |
| --------------------------- | ------------- | ------------- | ------------- | ------------- | ------------- | ------------- | ------------- | ------------- | ------------- | ------------- |
| Olímpicos                   |               |               |               |               | 30            |               |               |               | 24            |               |
| Mundial                     |               |               |               | 25            |               |               |               | 30            | 35            | 24            |
| 4 Continentes               |               |               |               |               |               | 18            |               |               |               | 17            |
| Golden Spin                 |               |               |               |               |               |               |               |               |               | WD            |
| Trofeo Nebelhorn            |               |               |               |               |               |               |               |               | 5             |               |
| U.S. Classic                |               |               |               |               |               |               | 14            |               |               | 12            |
| Copa Volvo                  |               |               |               |               |               | 8             |               |               |               |               |
| Abierto Asia                |               |               |               |               | 5             |               |               |               |               |               |
| Autumn Classic              |               |               |               |               |               |               | 7             |               |               |               |
| Golden Spin                 |               |               |               | 3             | 6             |               |               |               |               |               |
| Ice Star                    |               |               |               |               |               |               |               | 4             |               | 5             |
| Copa MNNT                   |               |               |               |               |               |               |               |               |               | 2             |
| Trofeo Nebelhorn            |               |               |               | 11            | 12            |               |               |               |               |               |
| Copa Philadelphia           |               |               |               |               |               |               | 2             |               | 8             | 6             |
| Copa de Santa               |               |               |               |               |               |               | 4             | 2             | 5             |               |
| Trofeo Sofía                |               |               |               |               |               |               |               | 1             |               |               |
| Trofeo Sportland            |               |               |               |               |               |               | 2             |               |               |               |
| U.S. Classic                |               |               |               | 5             |               |               |               |               |               |               |
| Copa Volvo                  |               |               |               |               |               |               |               |               | 2             |               |
| International júnior        |               |               |               |               |               |               |               |               |               |               |
| Mundial júnior              | 41            |               | 16            | 26            |               |               |               |               |               |               |
| JGP Alemania                |               | 27            |               |               |               |               |               |               |               |               |
| JGP Italia                  |               |               | 18            |               |               |               |               |               |               |               |
| WD = competición abandonada |               |               |               |               |               |               |               |               |               |               |